# Myoporum brevipes
Myoporum brevipes är en flenörtsväxtart som beskrevs av George Bentham. Myoporum brevipes ingår i släktet Myoporum och familjen flenörtsväxter. Inga underarter finns listade i Catalogue of Life.